# Paracallianidea
Paracallianidea is een geslacht van kreeftachtigen uit de klasse van de Malacostraca (hogere kreeftachtigen).

## Soorten
- Paracallianidea laevicauda (Gill, 1859)
- Paracallianidea occidentalis (Schmitt, 1939)